# Lembupurwo
Lembupurwo is een bestuurslaag in het regentschap Kebumen van de provincie Midden-Java, Indonesië. Lembupurwo telt 3420 inwoners (volkstelling 2010).